# 菜畑駅
菜畑駅（なばたえき）は、奈良県生駒市中菜畑にある、近畿日本鉄道（近鉄）生駒線の駅。駅番号はG18。

## 歴史
沿線地域のベッドタウンとしての需要の高まりとともに輸送力の増強が図られてきた生駒線において、1970年代から当駅付近の区間では相次いで複線化工事が行われてきた。1977年に当駅から南生駒駅までが複線化されたあと、生駒駅から当駅までは複線化とともに立体交差化も推し進められ、1992年には駅を生駒方へ約120メートル移設のうえ高架化、次いで1994年には同区間の複線化が完了している。

### 年表
- 1927年（昭和2年）4月1日：信貴生駒電鉄の生駒駅乗り入れに合わせて開業[3]。
- 1935-37年（昭和10-12年）：新生駒駅に改称[4][5]。
- 1939年（昭和14年）以前：菜畑駅に再改称[4]。
- 1964年（昭和39年）10月1日：近畿日本鉄道が信貴生駒電鉄を合併。近鉄生駒線の駅となる[3]。
- 1977年（昭和52年）7月31日：菜畑 - 南生駒間複線化[6]。
- 1992年（平成4年）12月13日：高架化[2][6]。
- 1994年（平成6年）2月10日：生駒 - 菜畑間複線化[6]。
- 2007年（平成19年）4月1日：PiTaPa利用開始[7]。
- 2021年（令和3年）10月1日以降時期不明：終日無人駅化[8]。

## 駅構造

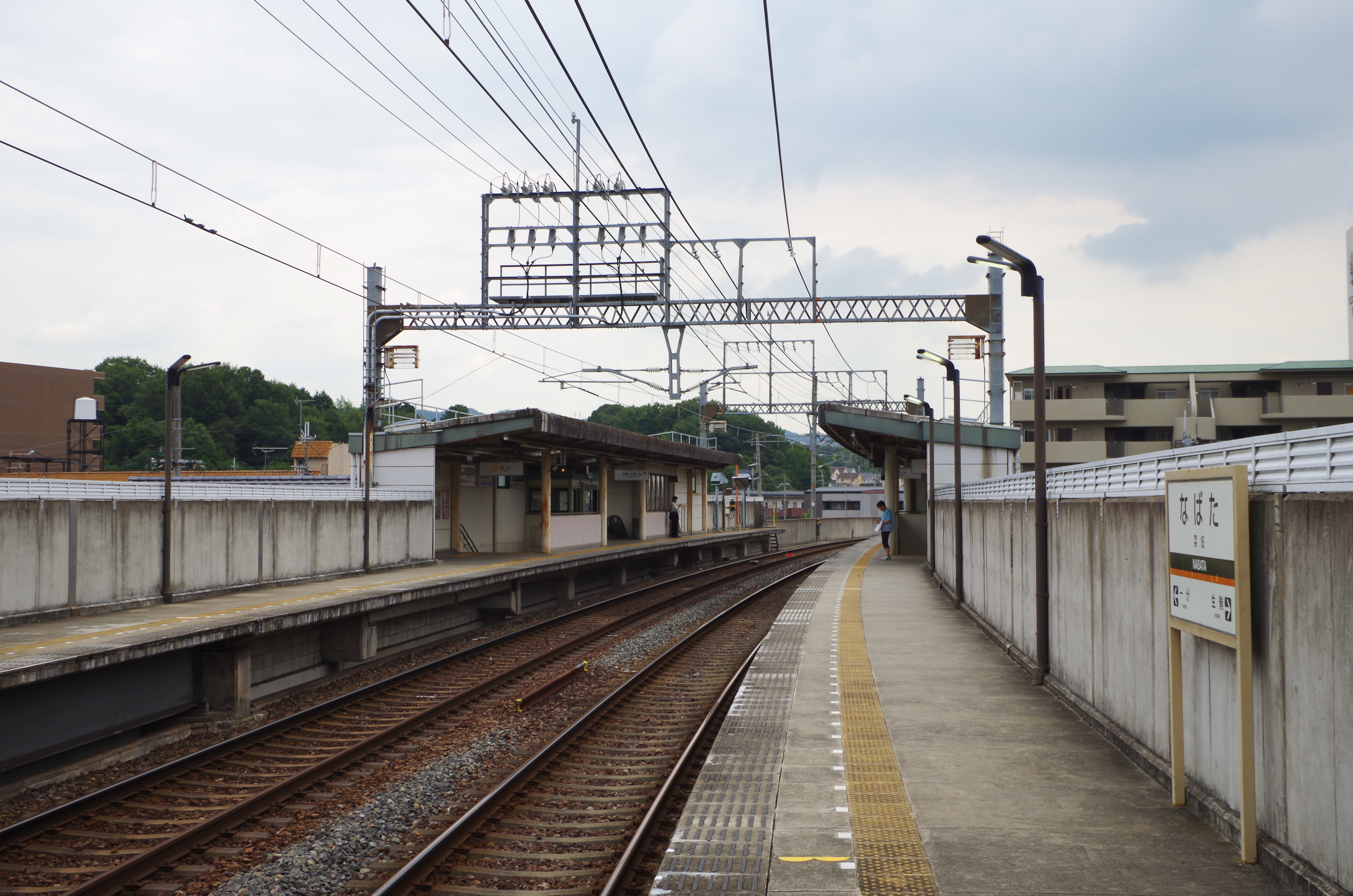
ホーム

相対式2面2線のホームを持つ高架駅。ホーム有効長は4両。改札・コンコースは1階、ホームは2階にある。改札口は1ヶ所のみ。
生駒駅管理の無人駅で、PiTaPa・ICOCA対応の自動改札機および自動精算機（回数券カードおよびICカードのチャージに対応）が設置されている。

### のりば
| のりば | 路線     | 方向 | 行先     |
| ------ | -------- | ---- | -------- |
| 1      | G 生駒線 | 下り | 王寺方面 |
| 2      | G 生駒線 | 上り | 生駒方面 |

## 利用状況
近年における当駅の1日乗降人員の調査結果は以下の通り。
- 2023年11月7日：3,215人
- 2022年11月8日：3,299人
- 2021年11月9日：3,200人
- 2018年11月13日：3,686人
- 2015年11月10日：3,935人
- 2012年11月13日：3,761人
- 2010年11月9日：3,884人
- 2008年11月18日：3,898人
- 2005年11月8日：3,895人

## 駅周辺
- 国道168号
- 大阪府道・奈良県道702号大阪枚岡奈良線 - 高架下にある。
- 生駒中菜畑郵便局
- 近畿大学生駒総合グラウンド

## 隣の駅
近畿日本鉄道
G 生駒線
生駒駅 (G17) - 菜畑駅 (G18) - 一分駅 (G19)